# Cantó de Montluel
El cantó de Montluel era una divisió administrativa francesa del departament de l'Ain. Comptava amb 9 municipis i el cap era Montluel. Va desaparèixer el 2015.

## Municipis
- Balan
- Béligneux
- La Boisse
- Bressolles
- Dagneux
- Montluel
- Niévroz
- Pizay
- Sainte-Croix

## Història
| Data d'elecció                           | Identitat         | Partit         | Qualitat |
| ---------------------------------------- | ----------------- | -------------- | -------- |
| 1967-1969                                | Marcel André      | Sense etiqueta |          |
| 1969-1979                                | Pierre Cormorèche | UDF-CDS        |          |
| 1979-1985                                | Michel Boissy     | PS             |          |
| 1985-1998                                | Pierre Cormorèche | UDF-CDS        |          |
| 1998-2011                                | Jacky Bernard     | PS             |          |
| 2011-2015                                | Danielle Bouchard | Divers droite  |          |
| les dades anteriors no són pas conegudes |                   |                |          |
|                                          |                   |                |          |

## Demografia
| A partir de 1990: Població sense dobles comptes |